# 김기훈 (1976년)
김기훈(1976년 4월 21일 ~ )은 대한민국의 축구 선수이며, 포지션은 수비수이다.